# Legal, Alberta
Legal är en ort i Kanada.   Den ligger i provinsen Alberta, i den centrala delen av landet, 2 800 km väster om huvudstaden Ottawa. Legal ligger 695 meter över havet och antalet invånare är 1 225.
Terrängen runt Legal är platt, och sluttar norrut. Runt Legal är det glesbefolkat, med 15 invånare per kvadratkilometer.. Närmaste större samhälle är Morinville, 17,2 km söder om Legal.
Trakten runt Legal består till största delen av jordbruksmark.